# Pyrausta indistans
Pyrausta indistans là một loài bướm đêm trong họ Crambidae.